# Songs for Polarbears
Albums de Snow Patrol
When It's All Over We Still Have to Clear Up
(2001)
Songs for Polarbears est le premier album studio du groupe de rock indépendant Snow Patrol, mis en vente le 31 août 1998.
Toutes les pistes ont été écrites par Gary Lightbody, Mark McClelland et Jonny Quinn.
Tous les textes ont été écrits par Gary Lightbody.

## Liste des pistes
1. Downhill From Here - 3:23
2. Starfighter Pilot - 3:19
3. The Last Shot Ringing In My Ears - 4:26
4. Absolute Gravity - 2:45
5. Get Balsamic Vinegar... Quick You Fool - 3:27
6. Mahogany - 2:46
7. nyc - 4:27
8. Little Hide - 2:41
9. Make Up - 2:12
10. Velocity Girl - 4:37
11. Days Without Parecetamol - 3:32
12. Fifteen Minutes Old - 3:08
13. Favourite Friend - 2:46
14. One Hundred Things You Should Have Done in Bed - 6:14 (UK release)
Pistes additionnelles pour la version US:
15. Marketplace (aussi piste cachée de la version UK)
16. I Could Stay Away Forever
17. Sticky Teenage Twin
18. Holy Cow
19. When You're Right, You're Right (Darth Vader Bringing In His Washing Mix)